# Dick Smith
Dick Smith, właśc. Richard Emerson Smith (ur. 26 czerwca 1922 w Larchmont, zm. 30 lipca 2014 w Los Angeles) – amerykański charakteryzator filmowy znany ze swej pracy przy takich filmach jak: Mały Wielki Człowiek, Ojciec chrzestny, Egzorcysta, Taksówkarz czy Skanerzy. Otrzymał Oscara za pracę przy filmie Amadeusz.